# Justus Thorau
Justus Thorau (* 1986 in Berlin) ist ein deutscher Dirigent und in der Spielzeit Sommer 2017 bis Sommer 2018 kommissarischer Generalmusikdirektor am Theater Aachen.

## Leben und Wirken
Thorau wuchs in einem musikalischen Elternhaus auf und erhielt frühzeitig Klavier- und Geigenunterricht. Nach seiner Schulzeit und dem Zivildienst studierte er ab 2006 an der Hochschule für Musik Franz Liszt Weimar das Fach Musik mit Schwerpunkt Dirigat unter Nicolas Pasquet, Gunter Kahlert und Anthony Bramall. Er vertiefte seine Fertigkeiten in zahlreichen Meisterkursen unter anderem bei Herbert Blomstedt, Georg Fritzsch, Reinhard Goebel, Bernard Haitink, Mariss Jansons, Markus Poschner und Jukka-Pekka Saraste. Im Jahr 2010 wurde Thorau als Stipendiat des Dirigentenforums des Deutschen Musikrates aufgenommen und in dessen Künstlerliste „Maestro von Morgen“ geführt.
Bereits als Student übernahm Thorau erste Verpflichtungen als Dirigent und leitete unter anderem das Collegium Musicum Weimar sowie von 2009 bis 2012 das Studenten-Sinfonie-Orchester der Katholischen Hochschule in Freiburg im Breisgau. Im Jahr 2011 dirigierte er anlässlich des Festivals Oper Oder-Spree die Opernproduktion Angiolina von Antonio Salieri.
Seine erste feste Anstellung nach dem Studium erhielt Thorau am Badischen Staatstheater Karlsruhe, wo er in der Spielzeit 2012/2013 zunächst als Solorepetitor mit Dirigierverpflichtung und Assistent des Generalmusikdirektors sowie in der Spielzeit 2013/2014 als Solorepetitor mit Dirigierverpflichtung und Kapellmeister verpflichtet wurde. Anschließend engagierte ihn ab der Spielzeit 2014 das Theater Aachen als 1. Kapellmeister und Stellvertreter des Generalmusikdirektors Kazem Abdullah. Nachdem Abdullahs Vertrag im Sommer 2017 nicht verlängert worden war, wurde Thorau für die gesamte Spielzeit 2017/2018 zum kommissarischen Generalmusikdirektor ernannt.
In Aachen fand 2015 unter seiner Leitung die deutsche Erstaufführung der Oper Au monde von Philippe Boesmans unter der Regie von Ewa Teilmans statt. Des Weiteren zeigte sich Thorau vor allem für zahlreiche Neuproduktionen verantwortlich, darunter Händels Orlando, Glucks Orfeo ed Euridice, der Kammeroper Powder Her Face von Thomas Adès oder Monteverdis L’incoronazione di Poppea. Zudem setzt er sich am Theater Aachen für neue Aufführungspraktiken ein wie beispielsweise das „Orchester hautnah“ oder die „Klassik Lounge“, bei der Orchestermitglieder und Konzertbesucher ins Gespräch kommen können, sowie die Konzertform „Music Is It“, die sich besonders an junge Leute wendet.
Darüber hinaus nahm Thorau Gastdirigate mit zahlreichen Orchestern wahr, darunter mit dem Beethoven Orchester Bonn, den Bergischen und Nürnberger Symphonikern, dem MDR-Sinfonieorchester in Leipzig und dem WDR Sinfonieorchester Köln, der Jenaer Philharmonie, dem Konzerthausorchester Berlin sowie der Kammerakademie Potsdam.
Seit der Spielzeit 2018/19 ist er Erster Kapellmeister am Staatstheater Saarbrücken.

## Auszeichnungen und Preise
Im Jahr 2011 nahm Thorau am 5. Deutschen Hochschulwettbewerb im Orchesterdirigieren in Leipzig teil und gewann sowohl den 1. Preis insgesamt als auch den Sonderpreis der Neuen Liszt-Stiftung Weimar für die Uraufführung des Orchesterwerks Crise von Manuel Durão. Im gleichen Jahr holte er zudem den 2. Preis im Internationalen Dirigierwettbewerb in Bukarest, wobei ein 1. Preis nicht vergeben wurde.
2015 trat Thorau beim Wettbewerb zum Deutschen Dirigentenpreis in Berlin an. Er kam in die Finalrunde und gewann den Sonderpreis, der ihn dazu berechtigte, im Folgejahr bei den Bad Homburger Schlosskonzerten aufzutreten.